# Guido Monteverde
Guido Monteverde Morzán (Ancón, 1 de enero de 1925-Lima, 24 de junio de 1996) fue un periodista, columnista, empresario y presentador de televisión peruano. Fue uno de los pioneros del periodismo en su país, en el cual le ha permitido incursionarse en la televisión peruana durante los años 1960.

## Biografía

### Primeros años
Nació el 1 de enero de 1925 en Ancón, distrito de la provincia de Lima; bajo el nombre completo de Guido Monteverde Morzán. Fue el hijo mayor del policía Humberto Monteverde. Realizó sus estudios escolares en el Colegio Maristas, en el cual comenzaría a optar su interés por el periodismo.

### Trayectoria
Comenzó su carrera televisiva como recitador, en el cual le ha permitido formar parte de las emisoras locales así como en lugares públicos de la capital peruana. Pero fue hasta 1947, cuando firmó para la extinta revista Gala, donde se desempeñó como redactor de noticias, y años más tarde, se une a la también revista Radioteatro de la familia Belmont.
Inició su etapa como pintor en 1943 a los 18 años, en el cual presentó 30 exposiciones en el Club Marte durante los años 1950.
A partir del año 1950, alcanzó reconocimiento por haber sido parte de la elaboración de las secciones periodísticas del extinto diario Última Hora «¿Qué pasa en la radio?», ésta primera narrando acontecimientos actuales dentro de las emisoras peruanas, y en los años 1960 con «Antipasto Gagá», ésta segunda cuya formato es de crónica social, donde hablaba sobre temas de la vida cotidiana en Lima durante esa época. Seguidamente, promovió el concurso de mambos en la Plaza de Acho en el año 1951.
Monteverde funda el periódico humanístico Rochabús en el año 1957, manteniéndose por dos años consecutivos hasta 1959. En el año 1961 fue presentador del II Festival Internacional de la Canción de Viña del Mar.[cita requerida] Años más tarde, fue invitado por el empresario Luis Banchero Rossi para entrar a las filas del diario Correo en 1963, donde se desempeñó como periodista crítico.
Se incursiona en la televisión peruana a inicios de los 1960 como conductor del programa concurso Escalera del triunfo por la televisora Telenueve (antiguo Canal 9 de Lima), donde alcanzaría al estrellato, en el cual se presentaba nuevos artistas en aquel entonces.Dentro de su espacio, se presentaron los cantantes Arturo «Zambo» Cavero y Cecilia Bracamonte.[cita requerida] Inicialmente, buscó a Augusto Ferrando para conducir el dicho espacio.
En el año 1967, participó como presentador de su espacio Festival de Guido Monteverde por el mismo canal, obteniendo un rotundo éxito, y editó para la versión peruana de la revista Ecram.
En los años 1970, fundó su restaurante de alta cocina Guido's en épocas del Gobierno Revolucionario de las Fuerzas Armadas, y formó parte del diario El Nuevo Extra como columnista de las secciones  «Espectáculos» y  «Alto Nivel» a partir de 1974. En 1981, firmó para el diario PM y en sus últimos años, fue columnista de diario El Popular hasta el año de su muerte.

### Fallecimiento
Tras más de cincuenta años de trayectoria artística, Monteverde murió en Lima, el 24 de junio de 1996 a la edad de 71 años de edad por motivos desconocidos. Sus restos fueron velados en la Iglesia de Virgen del Pilar en el distrito de San Isidro, para ser finalmente enterrados en el Cementerio Jardines de la Paz, en compañía de amigos y familiares.

## Televisión
- Escalera del triunfo (1960s), presentador — Telenueve.
- II Festival Internacional de la Canción de Viña del Mar (1961), presentador.
- El festival de Guido Monteverde (1967), presentador — Telenueve.